# Stephen Curry (basketballer)
Wardell Stephen Curry II (Akron, 14 maart 1988) is een Amerikaans professioneel basketballer, die in 2009 prof werd bij de Golden State Warriors in de National Basketball Association (NBA). Hij won in 2015 en 2016 de NBA Most Valuable Player Award en is elf-voudig NBA All-Star. Hij werd in zowel het seizoen 2014/15, 2016/17, 2017/18 als 2021/22 kampioen in de NBA met de Golden State Warriors. Curry speelt tevens voor het Amerikaans basketbalteam. Met dit team won hij goud op de wereldkampioenschappen basketbal van 2010 en 2014 en op de Olympische Spelen van 2024.

## Carrière
Curry werd geboren in Akron, maar groeide op in Charlotte. Hij is een zoon van basketballer Dell Curry en de oudere broer van Seth Curry. Zijn vader speelde voor de Charlotte Hornets en nam zijn zonen geregeld mee naar wedstrijden. Als kind ging Curry naar een montessorischool gesticht door zijn moeder, Sonya Curry. Van 2001 tot 2002 woonde Curry in Toronto en bezocht hij het Queensway Christian College. Op deze school zat hij bij het schoolbasketbalteam. Zijn middelbareschooltijd bracht hij door aan de Charlotte Christian School. 
Na zijn middelbare school ging Curry naar het Davidson College, waar hij speler werd bij het schoolteam, Davidson Wildcats men’s basketball. Met dit team haalde hij in zijn eerste jaar het Southern Conference tournament, waarin hij in de halve finale tegen Furman Paladins men’s basketball zijn 113e Driepunter van dat jaar scoorde. Daarmee brak hij het record van Keydren Clark voor meeste driepunters gescoord door een eerstejaars. Curry bleef tot 2009 voor de Wildcats spelen. In deze periode werd hij twee keer Southern Conference Men's Basketball Player of the Year.
Tijdens de NBA Draft van 2009 werd Curry ingelijfd door Golden State Warriors. Hij tekende hier een vierjarig contract voor 12,7 miljoen dollar. Hij kreeg rugnummer 30 toegewezen; hetzelfde nummer waarmee zijn vader ook onder speelde tijdens diens NBA-carrière. Op 28 oktober 2009 maakte hij zijn NBA-debuut, tegen Houston Rockets. Tijdens de NBA All-Star Game van 2011 won hij de Skills Challenge. Datzelfde seizoen verbrak hij Rick Barry’s record vrijworp-percentage: 93,4%. In mei 2011 moest Curry een operatie ondergaan aan zijn rechterenkel vanwege een gescheurde enkelband. De rest van het seizoen bleef hij last hebben van deze enkel, die hij in wedstrijden nog driemaal verrekte. In totaal kon hij 26 van de 66 wedstrijden van dat seizoen meespelen. Op 14 december 2021 passeerde Stephen Curry voormalig basketballer Ray Allen met de meeste driepunters ooit.

### Splash Brothers
Curry tekende op 31 oktober 2012 een nieuw vierjarig contract bij de Warriors, nu voor 44 miljoen dollar. Op 7 december 2013, in een wedstrijd tegen de Memphis Grizzlies, brak Curry Jason Richardson’s record voor meeste driepunters gescoord als speler van de Warriors, met 701. Hij en Golden State-ploeggenoot Klay Thompson maakten in het seizoen 2012/13 samen 483 driepunters, een nieuw record in de NBA. Dit verbeterden ze in 2013/14 tot 484 driepunters, waarna ze de bijnaam Splash Brothers kregen. Samen scherpten ze hun eigen record in 2014/15 vervolgens verder aan tot 525. Dat seizoen wonnen de Warriors onder Curry’s leiding in de NBA Finale met 4-2 te winnen van een Cleveland Cavaliers met onder anderen LeBron James, Kyrie Irving, Kevin Love en J.R. Smith. Dit was voor Golden State Warriors de eerste NBA-titel sinds 1975.
Curry en Splash Brother Thompson verbeterden gedurende het seizoen 2015/16 voor het derde jaar op rij hun eigen record voor het hoogste aantal gezamenlijke driepunters in een seizoen, nu naar 678. Hiervan maakte Curry er 402. Hij werd in mei 2016 vervolgens voor het tweede jaar op rij verkozen tot NBA Most Valuable Player. Hij werd daarbij als eerste speler in de geschiedenis door alle (op dat moment 131) stemmende verslaggevers unaniem aangewezen voor die titel. Curry en Golden State Warriors bereikten ook in 2015/16 de NBA-finale en kwamen daarin uit tegen vrijwel hetzelfde Cleveland Cavaliers als een jaar eerder. Zijn ploeggenoten en hij namen een 3-1 voorsprong in wedstrijden, maar verloren ditmaal met 3-4.
Curry en de Golden State Warriors bereikten in 2016/17 voor het derde jaar op rij de NBA-finale en kwamen daarin ook voor de derde keer op rij uit tegen Cleveland. Ditmaal wonnen zijn ploeggenoten en hij opnieuw de titel. Het werd 4–1 in de serie. Curry en Golden State braken weer een NBA-record door in de play-offs vijftien wedstrijden op rij te winnen (4–0, 4–0, 4–0 en 3–0) voor Cleveland wedstrijd vier in de finalereeks won. Curry en de Warriors wonnen in 2017/18 versterkt met Kevin Durant voor de derde keer in vier jaar het kampioenschap in de NBA. Voor de vierde keer op rij was het Cleveland van LeBron James de tegenstander in de finale. Die was dit jaar na vier wedstrijden beslist: 4–0. In het seizoen 2019-2020 kwam Curry door een zware blessure op vijf wedstrijden na niet in actie.
Op 9 mei in Game 4 van de Western Conference Semifinals tegen de Memphis Grizzlies, werd Curry de eerste speler in de geschiedenis van de NBA die 500 play-offs driepunters in zijn carrière maakte. Tijdens de Western Conference Finals tegen de Dallas Mavericks scoorde hij gemiddeld 23,8 punten, 6,6 rebounds en 7,4 assists per wedstrijd. Nadat de Warriors de serie in vijf wedstrijden hadden gewonnen, werd Curry uitgeroepen tot de unanieme en inaugurele winnaar van de Western Conference Finals MVP-prijs. Op 10 juni, in Game 4 van de NBA Finals, scoorde Curry 43 punten, 10 rebounds en 4 assists in een 107-97 overwinning op de Boston Celtics om de serie op 2-2 gelijk te maken. Hij werd de eerste speler in de geschiedenis van de NBA die 5+ drieën maakte in vier opeenvolgende Finals-games. Curry (op 34-jarige leeftijd, 88 dagen) werd ook de op één na oudste speler in de geschiedenis van de NBA Finals die een wedstrijd van 40 punten en 10 rebounds optekende, achter alleen LeBron James in 2020 (op de leeftijd van 35 jaar, 284 dagen). In Game 5 van de finale passeerde Curry John Havlicek voor de 10e plaats op de lijst met assists aller tijden. In Game 6 van de finale scoorde Curry 34 punten, 7 rebounds, 7 assists en leidde de Warriors naar een 103-90 overwinning op de Celtics. Hij werd uitgeroepen tot de Finals MVP na een gemiddelde van 31,2 punten, 5,8 rebounds, 5,0 assists en 2,0 steals per wedstrijd.

## Privéleven
Curry trouwde op 30 juli 2011 met zijn jeugdliefde, de in Toronto geboren Ayesha Alexander. Ze trouwden in Charlotte, North Carolina. Samen kregen ze in 2012 hun eerste dochter en in 2015 hun tweede. In 2018 kregen ze er ook nog een zoon bij. De Curry's wonen in Orinda, Californië.
Curry is uitgesproken over zijn christelijk geloof. Hij sprak hierover tijdens zijn MVP-toespraak door te zeggen: "People should know who I represent and why I am who I am, and that's because of my Lord and Savior." Hij zei ook dat de reden dat hij op zijn borst bonst en naar boven wijst, is dat hij een "heart for God" heeft en als herinnering dat hij voor God speelt. Op sommige van zijn basketbalschoenen "Curry One" staat een veterlus met het opschrift "4:13". Het is een verwijzing naar het Bijbelvers Filippenzen 4:13, dat luidt: "Ik kan alle dingen doen door Christus die mij kracht geeft." Curry heeft een tatoeage van 1 Korintiërs 13:8 in het Hebreeuws op zijn pols ("Liefde faalt nooit..."). Curry is ook een investeerder in Active Faith, een christelijk merk voor sportkleding.

## Erelijst
- NBA-kampioen: 2015, 2017, 2018, 2022
- NBA Finals MVP: 2022
- NBA Most Valuable Player: 2015, 2016
- NBA All-Star: 2014, 2015, 2016, 2017, 2018, 2019, 2021, 2022, 2023, 2024, 2025
- NBA All-Star Game MVP: 2022, 2025
- All-NBA First Team: 2015, 2016, 2019, 2021
- All-NBA Second Team: 2014, 2017, 2022, 2023
- All-NBA Third Team: 2018, 2024
- NBA Three-Point Contest: 2015, 2021
- NBA Skills Challenge: 2011
- NBA Sportsmanship Award: 2011
- NBA Community Assist Award: 2014
- Kareem Abdul-Jabbar Social Justice Champion Award: 2023
- NBA Clutch Player of the Year Award: 2024
- Twyman–Stokes Teammate of the Year Award: 2025
- 50–40–90 club: 2016
- NBA All-Rookie First Team: 2010
- NBA 75th Anniversary Team
- Wereldkampioenschap: 2010, 2014
- Olympische Zomerspelen: 2024
- Nummer 30 teruggetrokken door de Davidson Wildcats

## Statistieken

### Reguliere Seizoen
| Seizoen  | Team                  | WG  | WS  | MPW  | 2P%  | 3P%  | FW%   | RPW | APW | SPW | BPW | PPW  |
| -------- | --------------------- | --- | --- | ---- | ---- | ---- | ----- | --- | --- | --- | --- | ---- |
| 2009/10  | Golden State Warriors | 80  | 77  | 36,2 | 46,2 | 43,7 | 88,5  | 4,5 | 5,9 | 1,9 | 0,2 | 17,5 |
| 2010/11  | Golden State Warriors | 74  | 74  | 33,6 | 48,0 | 44,2 | 93,4  | 3,9 | 5,8 | 1,5 | 0,3 | 18,6 |
| 2011/12  | Golden State Warriors | 26  | 23  | 28,2 | 49,0 | 45,5 | 80,9  | 3,4 | 5,3 | 1,5 | 0,3 | 14,7 |
| 2012/13  | Golden State Warriors | 78  | 78  | 38,2 | 45,1 | 45,3 | 90,0  | 4,0 | 6,9 | 1,6 | 0,2 | 22,9 |
| 2013/14  | Golden State Warriors | 78  | 78  | 36,5 | 47,1 | 42,4 | 88,5  | 4,3 | 8,5 | 1,6 | 0,2 | 24,0 |
| 2014/15  | Golden State Warriors | 80  | 80  | 32,7 | 48,7 | 44,3 | 91,4  | 4,3 | 7,7 | 2,0 | 0,2 | 23,8 |
| 2015/16  | Golden State Warriors | 79  | 79  | 34,2 | 50,4 | 45,4 | 90,8  | 5,4 | 6,7 | 2,1 | 0,2 | 30,1 |
| 2016/17  | Golden State Warriors | 79  | 79  | 33,4 | 46,8 | 41,1 | 89,8  | 4,5 | 6,6 | 1,8 | 0,2 | 25,3 |
| 2017/18  | Golden State Warriors | 51  | 51  | 32,0 | 49,5 | 42,3 | 92,1  | 5,1 | 6,1 | 1,6 | 0,2 | 26,4 |
| 2018/19  | Golden State Warriors | 69  | 69  | 33,8 | 47,2 | 43,7 | 91,6  | 5,3 | 5,2 | 1,3 | 0,4 | 27,3 |
| 2019/20  | Golden State Warriors | 5   | 5   | 27,8 | 40,2 | 24,5 | 100,0 | 5,2 | 6,6 | 1,0 | 0,4 | 20,8 |
| 2020/21  | Golden State Warriors | 63  | 63  | 34,2 | 48,2 | 42,1 | 91,6  | 5,5 | 5,8 | 1,2 | 0,1 | 32,0 |
| 2021/22  | Golden State Warriors | 64  | 64  | 34,5 | 43,7 | 38,0 | 92,3  | 5,2 | 6,3 | 1,3 | 0,4 | 25,5 |
| Carrière | Carrière              | 826 | 820 | 34,3 | 47,3 | 42,8 | 90,8  | 4,6 | 6,5 | 1,7 | 0,2 | 24,3 |
| All-Star | All-Star              | 8   | 8   | 27,0 | 43,3 | 40,5 | 100,0 | 5,6 | 5,8 | 1,4 | 0,3 | 22,5 |

### Play-offs
| Seizoen  | Team                  | WG  | WS  | MPW  | 2P%  | 3P%  | FW%  | RPW | APW | SPW | BPW | PPW  |
| -------- | --------------------- | --- | --- | ---- | ---- | ---- | ---- | --- | --- | --- | --- | ---- |
| 2012/13  | Golden State Warriors | 12  | 12  | 41,4 | 43,4 | 39,6 | 92,1 | 3,8 | 8,1 | 1,7 | 0,2 | 23,4 |
| 2013/14  | Golden State Warriors | 7   | 7   | 42,3 | 44,0 | 38,6 | 88,1 | 3,6 | 8,4 | 1,7 | 0,1 | 23,0 |
| 2014/15  | Golden State Warriors | 21  | 21  | 39,3 | 45,6 | 42,2 | 83,5 | 5,0 | 6,4 | 1,9 | 0,1 | 28,3 |
| 2015/16  | Golden State Warriors | 18  | 17  | 34,3 | 43,8 | 40,4 | 91,6 | 5,5 | 5,2 | 1,4 | 0,3 | 25,1 |
| 2016/17  | Golden State Warriors | 17  | 17  | 35,3 | 48,4 | 41,9 | 90,4 | 6,2 | 6,7 | 2,0 | 0,2 | 28,1 |
| 2017/18  | Golden State Warriors | 15  | 14  | 37,0 | 45,1 | 39,5 | 95,7 | 6,1 | 5,4 | 1,7 | 0,7 | 25,5 |
| 2018/19  | Golden State Warriors | 22  | 22  | 38,5 | 44,1 | 37,7 | 94,3 | 6,0 | 5,7 | 1,1 | 0,2 | 28,2 |
| 2021/22  | Golden State Warriors | 22  | 18  | 34,7 | 45,9 | 39,7 | 82,9 | 5,2 | 5,9 | 1,3 | 0,4 | 27,4 |
| Carrière | Carrière              | 134 | 128 | 37,3 | 45,2 | 40,1 | 89,2 | 5,4 | 6,2 | 1,6 | 0,3 | 26,6 |

1 Kuzmić ·
4 Rush ·
5 Speights ·
7 Holiday ·
9 Iguodala ·
10 Lee ·
11 Thompson ·
12 Bogut ·
19 Barbosa ·
20 McAdoo ·
23 Green ·
30 Curry ·
31 Ezeli ·
34 Livingston ·
40 Barnes ·
Coach Kerr
0 McCaw ·
1 McGee ·
3 West ·
5 Looney ·
9 Iguodala ·
11 Thompson ·
15 Jones ·
20 McAdoo ·
21 Clark ·
22 Barnes ·
23 Green ·
27 Pachulia ·
30 Curry ·
34 Livingston ·
35 Durant ·
Coach Kerr
0 McCaw ·
1 McGee ·
2 Bell ·
3 West ·
4 Cook ·
5 Looney ·
6 Young ·
9 Iguodala ·
11 Thompson ·
15 Jones ·
23 Green ·
25 Boucher ·
27 Pachulia ·
30 Curry ·
34 Livingston ·
35 Durant ·
Coach Kerr
00 Kuminga ·
0 Payton ·
1 Lee ·
2 Chiozza ·
3 Poole ·
4 Moody ·
5 Looney ·
8 Bjelica ·
9 Iguodala ·
11 Thompson ·
12 Weatherspoon ·
22 Wiggins ·
23 Green ·
30 Curry ·
32 Porter ·
33 Wiseman ·
95 Toscano-Anderson ·
Coach Kerr